# سمير حسنية
سمير حسنية (بالإنجليزية: Samir Hassaniyeh) هو ناشط حقوقي في المتجمع المدني السيراليوني ومدافع عن الحقوق المدنية في سيراليون. 
شغل منصب رئيس الجالية اللبنانية السيراليونية في سيراليون. وله مداولات في قطاع البزنز والأعمال أيضا، فقد شغل منصب رئيس مجلس إدارة شركة التأمين البحري العامة في قطاع التأمينات، وهو أيضًا الرئيس التنفيذي لشركة مركيري الدولية ( Mercury International).

## رئاسة جمعية الجالية اللبنانية في سيراليون
ترأس سمير حسنية كحقوقي وناشط مدني في سيراليون وكسيراليوني لبناني منصب رئيس الجالية اللبنانية السيراليونية في سيراليون لتحسين وضعية المواطنين السيراليونيين من أصل لبناني من حيث حقوق المواطنة الكاملة والاندماج في سيراليون، حوقد أمضى سمير حسنية قسطا وفيرا من حياته في النضال من أجل تطوير حقوق وثقافة القيم المدنية قي سيراليون، وقسط مهم منها في في الكفاح من أجل حقوق فئة سيراليوني لبناني وحقوقهم في المواطنة الكاملة في سيراليون. حيث تعتبر الجالية اللبنانية المندمجة في سيراليون (سيراليوني لبناني) من الجاليات التي حققت نجاحا باهرا في مجال التصدير والاستراد وقطاع الجواهر النفيسة كالذهب والماس، وكباقي دول غرب إفريقبا بدأ اللبنانيون تجارتهم في السيراليون منذ بداية القرن العشرين بسيطة جدا، كأكشاك متنقلة، ثم تطورت إلى محلات تجارية فمصانع ثم شركات ضخمة، وتوسعت تجارتهم إلى المواد الغذائية والأقمشة والآلات الكهربائية مرورا بتجارة الأسماك والأخشاب والبن، وصولا إلى محطة الذهب والماس التي أصبحت أكبر مصدر جذب لتجار العالم في إفريقيا الغربية، وكان نجاحهم الكبير سببا في ظهورهم كقوة اقتصادية حقيقية قادرة على المنافسة في التحارة الدولية العابرة للقارات، مما قد يعرضهم أحيانا للاستهداف والتحريض.

## الحباة الشخصية
تزوج سمير حسنية عام 1966 وتطلق عام 1988. ثم تزوج لاحقًا في عام 2012. ويعيش حاليًا في فريتاون، بسيراليون.